# Divizia A 1936-1937
Sezonul 1936-1937 al Diviziei A a fost cea de-a 25-a ediție a Campionatului de Fotbal al României, și a cincea desfășurată în sistem divizionar. A început în 30 august 1936 și s-a terminat pe 13 iunie 1937. Venus București a devenit campioană pentru a cincea oară în istoria sa. Nico echipă nu a retrogradat întrucât competiția s-a mărit din sezonul următor la 20 de echipe.
Pentru al treilea sezon consecutiv, aceleași 12 echipe sunt prezente în eșalonul de elită, după ce Universitatea Cluj a câștigat în stagiunea precedentă barajul de promovare/menținere.

## Clasament
| Loc | Echipă              | Pct. | MJ | V  | E | Î  | GM | GP | DG  | Calificare              |
| --- | ------------------- | ---- | -- | -- | - | -- | -- | -- | --- | ----------------------- |
| 1.  | Venus București (C) | 32   | 22 | 13 | 6 | 3  | 63 | 26 | +37 | Cupa Mitropa 1937       |
| 2.  | Rapid București     | 30   | 22 | 13 | 4 | 5  | 58 | 27 | +31 |                         |
| 3.  | Ripensia            | 27   | 22 | 13 | 1 | 8  | 59 | 39 | +20 |                         |
| 4.  | AMEFA Arad          | 27   | 22 | 10 | 7 | 5  | 46 | 27 | +19 |                         |
| 5.  | Victoria Cluj       | 25   | 22 | 12 | 1 | 9  | 55 | 47 | +8  |                         |
| 6.  | CA Oradea           | 20   | 22 | 8  | 4 | 10 | 39 | 45 | −6  |                         |
| 7.  | Juventus București  | 20   | 22 | 8  | 4 | 10 | 41 | 51 | −10 |                         |
| 8.  | Gloria Arad         | 18   | 22 | 8  | 2 | 12 | 42 | 52 | −10 |                         |
| 9.  | Universitatea Cluj  | 18   | 22 | 8  | 2 | 12 | 38 | 62 | −24 |                         |
| 10. | Chinezul            | 16   | 22 | 6  | 4 | 12 | 40 | 55 | −15 |                         |
| 11. | Crișana Oradea      | 15   | 22 | 5  | 5 | 12 | 35 | 53 | −18 | Scutite de retrogradare |
| 12. | Unirea Tricolor     | 14   | 22 | 6  | 2 | 14 | 49 | 81 | −32 | Scutite de retrogradare |

| Câștigătorii Diviziei A, ediția 1936/1937 |
| ----------------------------------------- |
| Venus București Al 5-lea Titlu            |

## Rezultate
| Oaspeți ► Gazde ▼                          | AME | CAO | CHI | CRI | GLA | JUV | RAP | RIP | UTB | UCJ | VEN | VCL |
| ------------------------------------------ | --- | --- | --- | --- | --- | --- | --- | --- | --- | --- | --- | --- |
| AMEFA Arad                                 | —   | 5–0 | 2–1 | 3–2 | 3–1 | 0–0 | 2–0 | 3–1 | 4–0 | 3–0 | 1–1 | 2–2 |
| CA Oradea                                  | 2–1 | —   | 3–2 | 5–2 | 3–0 | 1–1 | 0–1 | 1–2 | 4–2 | 3–1 | 2–2 | 2–4 |
| Chinezul Timișoara                         | 3–1 | 0–0 | —   | 3–0 | 2–2 | 1–3 | 3–2 | 3–5 | 5–3 | 6–1 | 1–3 | 4–1 |
| Crișana Oradea                             | 1–1 | 0–1 | 2–2 | —   | 1–1 | 3–3 | 3–2 | 1–0 | 4–2 | 3–1 | 1–1 | 5–1 |
| Gloria Arad                                | 2–0 | 5–1 | 4–2 | 8–2 | —   | 0–3 | 0–5 | 4–0 | 3–2 | 5–1 | 1–5 | 1–3 |
| Juventus București                         | 2–1 | 0–3 | 5–2 | 2–1 | 1–2 | —   | 1–4 | 2–1 | 4–1 | 2–3 | 2–1 | 2–3 |
| CFR București                              | 2–2 | 3–2 | 2–2 | 4–1 | 3–0 | 4–2 | —   | 5–2 | 5–0 | 5–0 | 1–1 | 2–1 |
| Ripensia Timișoara                         | 1–4 | 3–1 | 3–1 | 2–0 | 6–1 | 6–2 | 1–0 | —   | 5–0 | 4–0 | 1–1 | 6–2 |
| Unirea Tricolor București                  | 2–2 | 3–1 | 8–1 | 2–0 | 5–3 | 3–3 | 0–5 | 3–2 | —   | 8–0 | 2–4 | 1–6 |
| Universitatea Cluj                         | 1–0 | 3–3 | 6–1 | 1–0 | 1–2 | 2–1 | 1–1 | 2–1 | 7–2 | —   | 2–1 | 1–2 |
| Venus București                            | 1–1 | 3–1 | 2–0 | 6–2 | 4–1 | 6–0 | 2–0 | 0–2 | 6–0 | 6–3 | —   | 4–1 |
| Victoria Cluj                              | 2–5 | 2–0 | 1–0 | 5–1 | 1–0 | 3–0 | 1–2 | 3–5 | 7–0 | 3–1 | 1–3 | —   |
| Câștigă gazdele; Remiză; Câștigă oaspeții. |     |     |     |     |     |     |     |     |     |     |     |     |

1. ↑  Meciul Chinezul Timișoara-Crișana Oradea a fost omologat cu victoria gazdelor, pentru că oaspeții nu s-au prezentat.
2. ↑  Meciul Gloria Arad-Chinezul Timișoara (pe teren 4-2) a fost omologat ca pierdut de ambele echipe, deoarece niciuna nu-și plătise cotizația pe anul 1937.